# Cowboy Junkies
I Cowboy Junkies sono un gruppo musicale rock canadese originario di Toronto, attivo dalla metà degli anni '80.
Il gruppo è un quartetto composto da tre fratelli che fanno parte della nota famiglia di spettacolo dei Timmins, Margo (voce), Michael (musica, testi, chitarra), Peter (batteria) e da Alan Anton (basso). Una seconda sorella, Carolyn (Cali) è stata famosa per aver recitato nella soap opera I Ryan. I fratelli Timmins discendono da Noah Timmins, un prospettore minerario che fondò la città di Timmins nell'Ontario.
Il loro stile sebbene sia più legato verso le radici folk, country e blues della musica tradizionale americana, rimanda per i ritmi rallentati e narcolettici a qualche caratteristica dei Velvet Underground. Altro tratto distintivo del gruppo è la caratteristica voce eterea di Margo Timmins.

## Storia
I Cowboy Junkies si sono formati a Toronto nel 1985. Il nome del gruppo nacque da una semplice scelta casuale fatta quando iniziarono ad improvvisare il loro primo pezzo, ma si è rivelato davvero adatto a rappresentare perfettamente le loro tipiche sonorità, non deriva quindi dal brano di Townes Van Zandt Cowboy Junkies Lament, al contrario è la canzone ad essere stata scritta in onore del gruppo pubblicata per la prima volta nell'album del cantautore No Deeper Blue nel 1994.

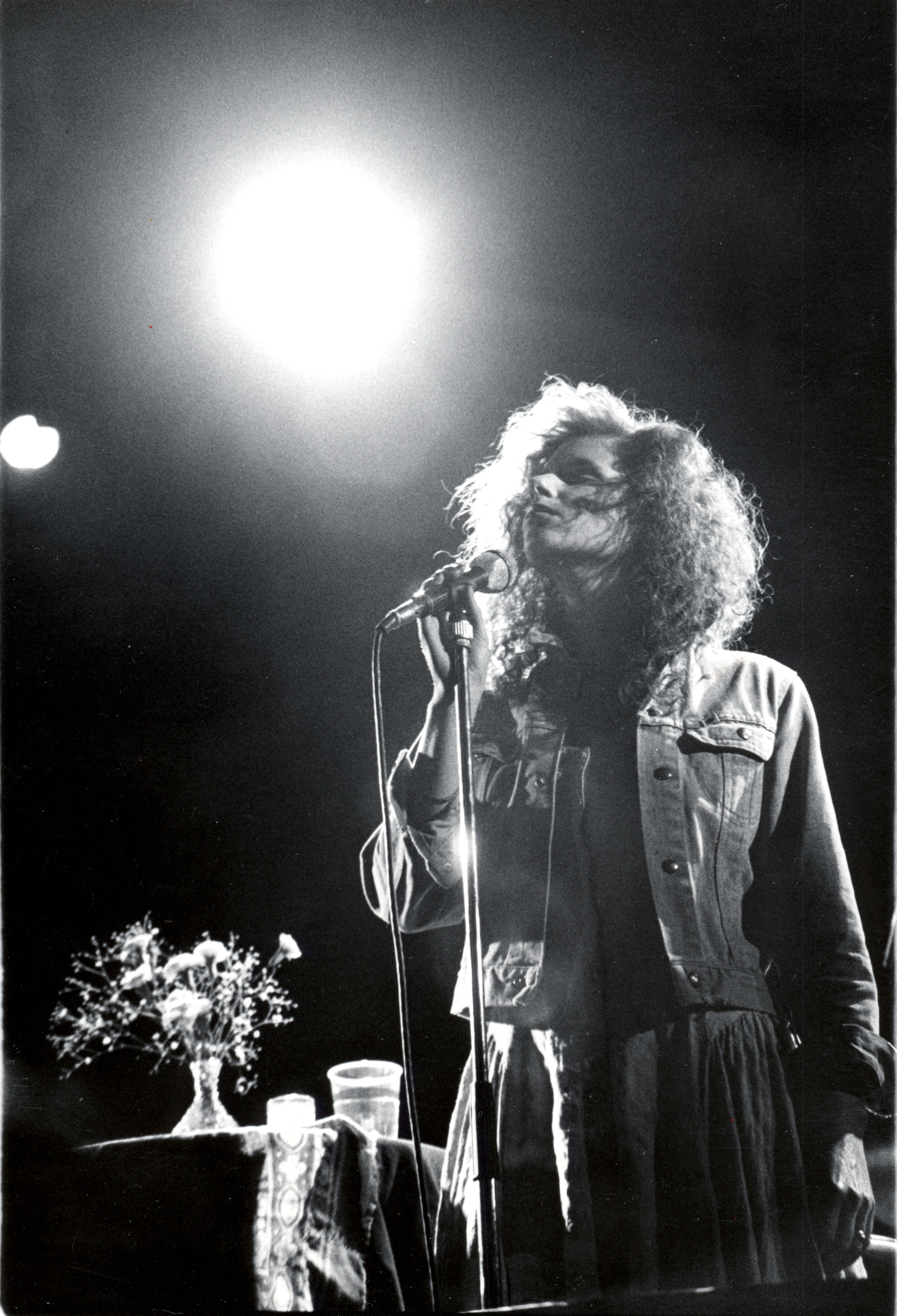
Margo Timmins dei Cowboy Junkies

Probabilmente il loro album più conosciuto è The Trinity Session, registrato in un solo giorno e con un solo microfono nella Chiesa della Santa Trinità di Toronto. L'album contiene una cover di Sweet Jane dei Velvet Underground, ritenuta da Lou Reed la migliore cover in assoluto mai realizzata del brano, basata più sulla versione dal vivo presente su 1969: V.U. Live with Lou Reed che su quella realizzata in studio presente sull'album Loaded. Questo brano è stato utilizzato nella colonna sonora del film Natural Born Killers di Oliver Stone. Nel 2007, in occasione del ventesimo anniversario, il gruppo ha reinciso tutti i brani dell'album nella stessa chiesa dove era stato registrato all'epoca e lo ha pubblicato come Trinity Revisited.
Nessuno dei successivi album del gruppo ha mai riscosso un grandissimo successo al di fuori del Canada, anche se la band ha comunque continuato ad avere un fedele seguito di appassionati e ad entrare nelle classifiche di vendita del proprio paese. Dopo l'uscita dell'album Miles from Our Home del 1998, i Cowboy Junkies lasciarono la casa discografica Geffen Records, continuando a pubblicare i loro dischi con la propria etichetta indipendente, la Latent Recordings.
Nel giugno del 2007 i Cowboy Junkies hanno suonato alla Boston Symphony Hall insieme alla Boston Pops Orchestra diretta da Keith Lockhart. Lo spettacolo si intitolava Edgefest ed ha rappresentato un riuscito esempio di collaborazione tra il gruppo e l'orchestra.
Tra il 2010 ed il 2012 il gruppo ha pubblicato una serie di cinque album intitolata Nomad Series contenente inediti e registrazioni dal vivo.

## Formazione

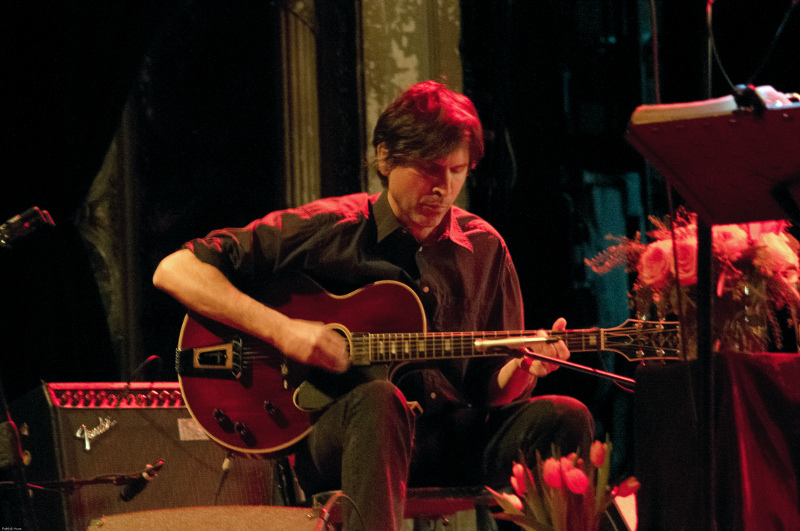
Il chitarrista Micheal Timmins in concerto

Ufficialmente il gruppo è composto da quattro musicisti, i tre fratelli Timmins e Alan Anton che faceva parte anche di due precedenti band fondate da Michael.
- Margo Timmins (voce)
- Michael Timmins (chitarra)
- Peter Timmins (batteria)
- Alan Anton (basso)

A partire dal secondo album alle esibizioni ed alle registrazioni del gruppo ha partecipato anche Jeff Bird.

## Discografia

### Album in studio
- 1986:Whites Off Earth Now!!
- 1988:The Trinity Session
- 1990:The Caution Horses
- 1992:Black Eyed Man
- 1993:Pale Sun Crescent Moon
- 1996:Lay It Down
- 1998:Miles from Our Home
- 2001:Open
- 2004:One Soul Now
- 2005:Early 21st Century Blues
- 2007:At the End of Paths Taken
- 2007:Trinity Revisited
- 2010:Nomad Series, Vol.1 Renmin Park
- 2011:Nomad Series, Vol.2 Demons
- 2011:Nomad Series, Vol.3 Sing in My Meadow
- 2012:Nomad Series, Vol.4 The Wilderness
- 2012:Nomad Series, Vol.5 Extras
- 2013:The Kennedy Suite
- 2018:All That Reckoning
- 2020:Ghosts
- 2022:Songs of the Recollection
- 2023:Such Ferocious Beauty

### Album dal vivo
- 1995:200 More Miles: Live Performances 1985-1994 (2 CD)
- 2000:Waltz Across America
- 2002:The Radio One Sessions
- 2002:Open Road (CD/DVD)
- 2003:In the Time Before Llamas
- 2007:Long Journey Home (Live)

### Raccolte
La RCA, la casa discografica del gruppo dal 1988 al 1996, ha pubblicato due raccolte di grandi successi (nel 2001 e nel 2003), ma senza l'autorizzazione e l'approvazione del gruppo stesso.
- 1996:Studio: Selected Studio Recordings 1986-1995
- 1999:Rarities, B-Sides and Slow, Sad Waltzes
- 2001:Best of Cowboy Junkies
- 2003:Cowboy Junkies: The Platinum and Gold Collection

### Singoli
- 1988: Sweet Jane
- 1990: Sun Comes Up, It's Tuesday Morning
- 1992: Murder, Tonight, In the Trailer...
- 1993: Anniversary Song
- 1994: Sweet Jane (new version)
- 1996: A Common Disaster

### Brani all'interno di raccolte
- 1988:It Came from Canada, Vol. 4 (Blue Moon Revisited (Song for Elvis))
- 1990:Pump Up the Volume (Me and the Devil Blues)
- 1990:The Cities' Sampler Vol. 2: Collectibles (Decoration Day)
- 1993:Born to Choose (Lost My Driving Wheel)
- 1994:Upfront! Canadians Live from Mountain Stage (Misguided Angel)
- 1994:Natural Born Killers (colonna sonora) (Sweet Jane)
- 1994:Borrowed Tunes: A Tribute to Neil Young (Tired Eyes)
- 1996:Oh What a Feeling: A Vital Collection of Canadian Music (Misguided Angel)
- 1996:The Truth About Cats & Dogs (soundtrack) (Angel Mine)
- 1998:Cities' Sampler Vol. 10 (Miles from Our Home)
- 2003:Beautiful: A Tribute to Gordon Lightfoot (The Way I Feel)
- 2005:This Bird Has Flown - A 40th Anniversary Tribute to the Beatles' Rubber Soul (Run for Your Life)